# جنيفر مورغان
جينيفر «جين» مورغان (من مواليد 13 مارس 1971) هي مديرة أعمال أمريكية ومديرة تنفيذي مشارك في ساب اس اي. أصبحت مورغان أول امرأة أمريكية يتم تعيينها في المجلس التنفيذي لـ ساب اس أي في عام 2017. مورغان هي أول رئيسة تنفيذية لـ ساب اس أي، وهي أول مديرة تنفيذية لشركة في مؤشر داكس.

## النشأة والتعليم
ولدت مورغان ونشأ في ولاية فرجينيا الشمالية،  خارج واشنطن العاصمة مباشرة. درست في جامعة جيمس ماديسون. بعد تخرجها، بدأت مورغان العمل في شركة أندرسن للاستشارات (الآن أكسينتشر) حيث التقت بزوجها مايكل.

## مهنة
بعد عملها في أندرسون للاستشارات، عملت مورغان في تطوير الأعمال في أنظمة سيبل من 2000 إلى 2004. انضمت مورغان إلى ساب اس أي في عام 2004 كجزء من أعمال الشركة في القطاع العام. من هناك، تقلدت مورغان بسرعة اعلى المناصب القيادة في ساب اس أي. في غضون خمس سنوات فقط، انتقلت مورغان من رئيس صناعات التنظيم في ساب اس أي إلى رئيس الأمريكتين وآسيا والمحيط الهادئ في اليابان. في عام 2017، تم تعيين مورغان في المجلس التنفيذي لـ ساب اس أي  وفي أبريل 2019 أصبحت رئيسًا لمجموعة مجموعة الأعمال السحابية في ساب أي اس. في أكتوبر 2019، تم تعيين مورغان وزميله في المجلس التنفيذي لـ ساب اس أي كريستيان كلاين في منصب الرئيس التنفيذي للضباط في الشركة بعد رحيل الرئيس التنفيذي بيل ماكديرموت.
ابتداءً من عام 2015، أثناء توليها منصب رئيس ساب أي اس في أمريكا الشمالية، قادت مورغان الجهود لإغلاق فجوة الأجور بين الجنسين في الشركة. بعد عمليات تدقيق مستقلة لمبادرة مورغان، رفعت ساب اس أي الرواتب بأكثر من مليون دولار في جميع أنحاء الشركة، مما أدى إلى دفع 99 ٪ من جميع الرجال والنساء على قدم المساواة.  